# Pseudoasonus yushuensis
Pseudoasonus yushuensis är en insektsart som beskrevs av Yin, X.-c. 1982. Pseudoasonus yushuensis ingår i släktet Pseudoasonus och familjen gräshoppor. Inga underarter finns listade i Catalogue of Life.